# Caricaceae
Famille
Classification APG III (2009)
La famille des Caricacées regroupe des plantes dicotylédones ; elle comprend 35 espèces réparties en 2 à 6 genres.
Ce sont de petits arbres à l'aspect de palmiers, des arbustes ou des plantes herbacées, des régions subtropicales à tropicales, originaires d'Amérique et d'Afrique de l'Ouest.
On peut citer le  papayer (Carica papaya) qui donne des fruits comestibles, les papayes.

## Étymologie
Le nom vient du genre type Carica, qui historiquement désigne une « espère de figue sèche venant de Carie » région du Sud-Ouest de l'actuelle Turquie. Il est possible que ce nom vienne de la confusion de localisation entre Carica papaya  (Papayer), arbre des régions tropicales, et Ficus carica (Moraceae) communément appelé « figuier commun » ou, plus rarement, « figuier de Carie », arbre qui, lui, est effectivement originaire d'Asie mineure.

## Classification
La classification phylogénétique place cette famille dans l'ordre des Brassicales.

## Liste des genres
Selon Angiosperm Phylogeny Website (4 août 2015) et DELTA Angio (4 août 2015) :
- Carica L.
- Cylicomorpha Urb.
- Jacaratia A.DC.
- Jarilla (en) Rusby

Selon NCBI (4 août 2015) :
- Carica
- Cylicomorpha
- Horovitzia (en)
- Jacaratia
- Jarilla
- Vasconcellea (en)

Selon ITIS (4 août 2015) :
- Carica L.
- Jarilla Rusby
- Vasconcellea

Selon [réf. nécessaire] :
- Carica
- Cylicomorpha
- Horovitziana
- Jacaratia
- Jarilla
- Vasconcellea

## Liste des espèces
Selon NCBI (15 juin 2010) :
- genre Carica
  - Carica papaya
- genre Cylicomorpha
  - Cylicomorpha parviflora
- genre Jacaratia
  - Jacaratia corumbensis
  - Jacaratia digitata
  - Jacaratia mexicana
- genre Jarilla
  - Jarilla chocola
  - Jarilla heterophylla
- genre Vasconcellea
  - Vasconcellea candicans
  - Vasconcellea cauliflora
  - Vasconcellea chilensis
  - Vasconcellea crassipetala
  - Vasconcellea cundinamarcensis
  - Vasconcellea glandulosa
  - Vasconcellea goudotiana
  - Vasconcellea horovitziana
  - Vasconcellea longiflora
  - Vasconcellea microcarpa
  - Vasconcellea monoica
  - Vasconcellea omnilingua
  - Vasconcellea palandensis
  - Vasconcellea parviflora
  - Vasconcellea pulchra
  - Vasconcellea quercifolia
  - Vasconcellea sphaerocarpa
  - Vasconcellea sprucei
  - Vasconcellea stipulata
  - Vasconcellea weberbaueri
  - Vasconcellea × heilbornii

Selon [réf. nécessaire] :
- genre Carica
  - Carica papaya L. Papayer
- genre Cylicomorpha
  - Cylicomorpha parviflora Urban
  - Cylicomorpha solmsii (Urban)
- genre Horovitziana
  - Horovitziana cnidoscoloides (Lorrence et Torres)  V. Badillo
- genre Jacaratia
  - Jacaratia chocoensis A. Gentry et Forero
  - Jacaratia corumbensis Kuntze
  - Jacaratia digitata (Poeppig et Endl.) Solms-Laub.
  - Jacaratia dodecaphylla DC.
  - Jacaratia dolichaula (J.D. Smith) Woodson
  - Jacaratia heptaphylla (Vell.) DC.
  - Jacaratia mexicanaA. DC.
  - Jacaratia spinosa (Aubl.) DC.
- genre Jarilla
  - Jarilla caudata (Brandegee)  Standley
  - Jarilla chocola Standley
  - Jarilla heterophylla (Cerv.) Rusby
- genre Vasconcellea
  - Vasconcellea candicans
  - Vasconcellea cauliflora
  - Vasconcellea chilensis
  - Vasconcellea crassipetala
  - Vasconcellea cundinamarcensis (anc. Carica candamarcensis) Papaye de montagne
  - Vasconcellea glandulosa
  - Vasconcellea goudotiana
  - Vasconcellea horovitziana
  - Vasconcellea longiflora
  - Vasconcellea microcarpa
  - Vasconcellea monoica
  - Vasconcellea omnilingua
  - Vasconcellea palandensis
  - Vasconcellea parviflora
  - Vasconcellea pulchra
  - Vasconcellea quercifolia
  - Vasconcellea sphaerocarpa
  - Vasconcellea sprucei
  - Vasconcellea stipulata
  - Vasconcellea weberbaueri
  - Vasconcellea ×heilbornii (Babaco)